# Els diàlegs d'Evèmer
Els diàlegs d'Evèmer és un diàleg filosòfic poc conegut de Voltaire, publicat el 1777. Llavors Voltaire tenia 83 anys i sabia que arribava al final de la vida; l'obra és una mena de testament filosòfic. Com moltes de les seues obres, està escrita seguint la tradició del diàleg socràtic, en què els interlocutors cerquen junts el coneixement.

## Discurs
El diàleg imaginari té lloc entre dos personatges històrics, Evèmer i Cal·lícrates. Evèmer, un estoic contemporani d'Alexandre el Gran, considerava que els déus grecs clàssics havien estat primer humans, divinitzats després de la seua mort pels seus deixebles. Cal·lícrates fou un filòsof del segle V abans de la nostra era del qual se sap poc, però a qui Voltaire representa com a epicuri. Les opinions que expressa, inclòs l'ateisme, són les dels coetanis de Voltaire com ara Paul Henri Thiry d'Holbach, Julien Offray de La Mettrie i Denis Diderot.

En el diàleg com en la realitat, Evèmer havia viscut una vida de viatges, sobretot seguint els passos d'Alexandre; Cal·lícrates té curiositat pel que va aprendre el seu amic amb aquests experiments. Les converses es presenten en dotze diàlegs: :7-8
- Segon diàleg - sobre la divinitat
- Tercer diàleg - sobre la filosofia d’Epicur, i la teologia grega
- Quart diàleg - si un déu que actua no val més que els déus d’Epicur, que no faça res
- Cinqué diàleg - pobra gent que creuen un abisme. Instint, principi de qualsevol acció en el gènere animal
- Sisé diàleg - Plató i Aristòtil ens han instruït sobre Déu i la formació del món?
- Seté diàleg - sobre les filosofies que han florit entre els bàrbars
- Vuité diàleg - grans troballes de filòsofs bàrbars; els grecs per a ells són com xiquets
- Nové diàleg - sobre la generació
- Desé diàleg - si la Terra ha estat formada per un cometa
- Onzé diàleg - si les muntanyes han estat formades per la mar
- Dotzé diàleg - invents dels bàrbars: arts noves, idees noves[4]

Els sis primers diàlegs tracten qüestions metafísiques com ara l'existència de l'ànima, la de Déu i la responsabilitat de tota la misèria del món. Els sis darrers en concerneixen la filosofia natural i el món material, és a dir, allò que sabem del cosmos, la terra, la creació de les muntanyes i la generació. Tots els diàlegs tenen en comú una crida a la modèstia i a la moderació. Hi ha poca cosa que puguem saber amb seguretat i moltes coses se'ns escapen. És per això que, siga el que siga allò que creiem, mai no hem pas d'ignorar les evidències o suposicions fora de les nostres creences; més que proclamar dogmes, hauríem de dialogar. Alhora, Evèmer persisteix en l'atac als ateus, als atomistes i als materialistes, així com contra el dogma religiós, que acusa de bogeria, misèria i crim.
Els diàlegs ofereixen una visió dels darrers pensaments de Voltaire. Evèmer és, de fet, el seu portaveu; veu les bogeries, les il·lusions i la misèria de la humanitat. Gran part del diàleg es refereix a la paradoxa de la bondat i misèria de Déu a la terra. Evèmer trau la seua esperança del progrés científic, que augura un món futur construït sobre la racionalitat. Cal·lícrates, en acabant, decideix emprendre un viatge personal a les terres bàrbares on el seu amic havia aprés molt.

## La censura i la primera edició
El manuscrit autògraf de 94 pàgines encara sobreviu (tot i que les pàgines 37 a 40 no són pas escrites per la seua mà). Tanmateix, la correspondència de Voltaire no fa pas referència ni a l'obra ni a la seua evolució. I tampoc Friedrich Melchior Grimm no en parla pas. Les Mémoires secrets del novembre del 1777 fan referència a l'obra, i un comentari de Jean-Louis Wagnière indica que els Diàlegs n'havien estat publicats poc abans.
Durant la seua vida, Voltaire va veure condemnar o prohibir les seues obres pels censors reials de França en moltes ocasions. Aleshores disposà alguns mitjans per evitar la censura, sobretot fent imprimir la seua obra a l'estranger, o fent-la imprimir de manera anònima i refusant-ne l'autoria.  De fet, presentar arguments provocadors o radicals en forma de diàleg era una manera de cridar l'atenció pública sobre idees no convencionals i evitar-ne la censura.
La portada de la primera edició coneguda dels Diàlegs d'Evèmer indica que el va publicar a Londres Voltaire no pas l'any 1777, tal com indiquen les Memòries secretes, sinó el 1779 (és a dir, l'any següent a la seua mort). No duu nom d'editor. Per la tipografia distintiva utilitzada es desprén que no es va imprimir pas a Londres sinó a Lausana, per Abraham-Louis Tarin, que treballava per a l'editor François Grasset. Grasset és conegut per haver publicat una sèrie d'obres que atacaven Voltaire, així com per enfrontar-s'hi en diverses ocasions per la publicació planificada d'obres de Voltaire a partir de versions manuscrites no autoritzades.